# صدای آژیر خطر در غرب تهران
صدای آژیر خطر در غرب تهران در ۱۲ نیمه شب دوشنبه ۱۰ بهمن ۱۳۹۹ به صدا درآمد و مورد توجه شهروندان و رسانه‌ها قرار گرفت. کاربران شبکه‌های اجتماعی اعلام کردند صدای آژیر را در مناطق غرب تهران از حدود ساعت ۲۳:۳۰ شنیده‌اند. صدای این آژیر برای دقایقی ادامه داشت. سایت‌های تعدادی از فرودگاه‌های ایران  درپی به صدا درآمدن آژیر در غرب تهران، از دسترس کاربران خارج شد.

## علت
پرواز جنگنده F-۳۵ در آسمان ایران، احتمال حمله سایبری یا نظامی، انفجار و آتش‌سوزی در خصوص صدای آژیر منتشر شد.
در ابتدا برخی از احتمال ارتباط میان نقص فنی یک پرواز خارجی (ترکیه) خبر داده بودند ساعتی بعد رسانه‌های ایران به نقل از معاون استانداری پایتخت نوشتند علت «اختلال در سیستم صوتی یک سازمان» در شهرک آزمایش بوده‌است.
حساب توییتر «آئرورا اینتل» [AuroraIntel] که عمدتاً خبرهای امنیتی-نظامی را منتشر می‌کند نوشته صدای آژیر در تهران برای این به کار افتاده که ظاهراً یک هواپیما، دور سیستم دفاع هوایی مرتبط با تولید موشک بالستیک حرکت کرده‌است.
معاون امنیتی استانداری تهران گفت: این صدا به دلیل اختلال در یکی از سیستم‌های صوتی (دزدگیر) یکی از مراکز در حوالی شهرک آزمایش بود که بعد از چند دقیقه نیز قطع شد. مدیرکل بحران استان تهران گفت: «نفوذ آب پس از بارش شدید باران به یک مجموعه‌ای، صدای آژیر آنجا فعال شده‌است. چیز خاصی نیست و مردم خیال‌شان راحت باشد.»
اطلاعات اولیه و تأیید نشده حاکی از آن است که مشکل فنی هواپیمای A321-271NX ترکیش‌ایر بر فراز مناطق غربی تهران و احتمال سقوط علت فعال شدن آژیر هشدار بوده‌است. طبق اطلاعات راداری، پرواز استانبول به تهران، پس از چندین مرتبه چرخش بر فراز تهران، به سمت باکو تغییر مسیر داد. روابط عمومی فرودگاه امام ضمن تکذیب خبر «احتمال سقوط هواپیمای مسافربری ترکیش ایر در حوالی فرودگاه امام گفته که «خلبان این شرکت هواپیمایی تصمیم به فرود نیامدن در این شرایط جوی نامساعد گرفته‌است». معاون وزیر راه و شهرسازی در یک برنامه زنده تلویزیونی در پاسخ به این سؤال که «آیا طنین صدای آژیر شب گذشته در غرب تهران به دلیل حضور هواپیمایی ترکیش ایر در فرودگاه مهرآباد بوده‌است؟» گفت: این صدا، هیچ ارتباطی با فرودگاه مهرآباد و مجموعه وزارت راه و شهرسازی نداشته‌است.
سایت فرودگاه‌های مهرآباد، فرودگاه بین‌المللی امام خمینی در تهران و همچنین سایت فرودگاه‌های مشهد، اصفهان، شیراز، تبریز، اردبیل، اهواز، کرمانشاه، رشت و بندرعباس از جمله سایت‌هایی هستند که بامداد جمعه بعد از به صدا درآمدن آژیر در غرب تهران برای ساعاتی از دسترس خارج شدند.

## واکنش‌ها
- ایدی کوهن تحلیلگر اسرائیلی که سابقه فعالیت در دفتر نخست‌وزیری اسرائیل را نیز دارد در توییتی نوشت که «جت‌های مخفی اف-۳۵ بر فراز تهران پرواز داشته‌اند.»[۱]
- خبرنگار سیاسی تسنیم در توییترش نوشت "هیچ مسئولی پاسخگوی علت صدای آژیر خطر در تهران نیست! نه وزارت کشور نه استانداری تهران.[۴]